# آب‌انبار حاج محمدرضا
آب‌انبار حاج محمد رضا مربوط به دوره پهلوی دوم و سال ۱۳۳۵ شمسی است و در اردکان، بلوار آیت ا خامنه‌ای واقع شده و این اثر در تاریخ ۷ مهر ۱۳۸۱ با شمارهٔ ثبت ۶۳۱۳ به‌عنوان یکی از آثار ملی ایران به ثبت رسیده است.